# مريم غارسيا
مريم غارسيا (بالإسبانية: Miriam García)‏ (14 فبراير 1998 بغوادالاخارا في المكسيك - ) هي لاعبة كرة قدم مكسيكية في مركز الوسط.

## وصلات خارجية
- مريم غارسيا على موقع بطولة كرة القدم المكسيكية للسيدات (الإسبانية)